# Albraunia
Albraunia es un género con tres especies de plantas  perteneciente según algunos a la familia Scrophulariaceae o para algunos pertenece a la familia Plantaginaceae. 

## Especies seleccionadas
- Albraunia foveopilosa
- Albraunia fugax
- Albraunia psilosperma

- Datos: Q8193727
- Especies: Albraunia